# Портер, Виллем де
Виллем де Портер (нидерл. Willem de Poorter; 1608—1668) — голландский живописец Золотого века голландского искусства.

## Биография
Де Портер, вероятно, родился в Харлеме. Его родителями были Питер де Портер и Яннеке Бернартс из Мозеля во Фландрии. По сведениям нидерландского историографа Арнольда Хоубракена, Портер написал «очень хорошую картину» «Царица Савская», но в основном писал натюрморты.
Портер писал картины в стиле Рембрандта, используя многие атрибуты и светотеневые приёмы живописи великого голландца. Он даже скопировал картину Рембрандта «Симеон в храме». Некоторые картины Портера ранее атрибутировали как «рембрандтовские», хотя он писал в основном натюрморты. Историки XIX века считали Портера учеником Рембрандта. На самом деле он жил и работал в Харлеме, а не в Амстердаме. Он был зарегистрирован как художник в Харлеме в 1631 году, а в 1634 году — как член харлемской Гильдии Святого Луки. Ошибка относительно того, что Портер был учеником Рембрандта, возникла из-за неправильного прочтения текста Хоубракена, который упоминает его в том же абзаце вместе с двумя другими художниками; художник по фамилии Ван Терлее и гораздо более молодой Виллем Дрост, который в молодости жил в Амстердаме и был там учеником Рембрандта.
Сохранившиеся картины художника представляют собой в основном небольшие исторические аллегории и натюрморты. 2 октября 1635 года его первым учеником стал Питер Кастелейн, а в 1643 году к нему присоединились Питер Абрамс Портер и Клас Конратс. Де Портер позднее оказал влияние на творчество живописца Хендрика Мартенса Сорга.
В санкт-петербургском Эрмитаже имеется картина Виллема де Портера «Мученичество Святого Лаврентия».

## Галерея
- Царица Савская. Ок. 1645. Дерево, масло. Частное собрание
- Aллегория колониального могущества. Ок. 1638. Холст, масло. Музей изобразительных искусств, Зугло, Венгрия
- Прелюбодейка перед Христом. 1640-е. Дерево, масло. Государственные художественные собрания, Дрезден
- Лукреция за работой. 1633. Дерево, масло. Музей августинцев, Тулуза
- Иосиф Прекрасный и его братья. Музей изобразительных искусств, Калуга
- Представление Иисуса в храме. Ок. 1631. Дерево, масло. Государственные художественные собрания, Дрезден
- Соломон и царица Савская. Ок. 1630. Дерево, масло. Лейденская коллекция, Нью-Йорк, США